# European University Association
EUA (Engels: European University Association) is een samenwerkingsverband tussen Europese universiteiten. De organisatie telt 850 leden in 47 landen en is een van de belangrijkste belangenorganisaties van hoger onderwijs in Europa.
Het samenwerkingsverband ontstond op 31 maart 2001 toen in Salamanca de Association of European Universities (CRE) en de Confederation of European Union Rectors' Conferences samensmolten.
Sinds maart 2012 is prof. Marie Helena Nazaré van de universiteit van Aveiro de president van de EUA.